# 小学校 (台湾)

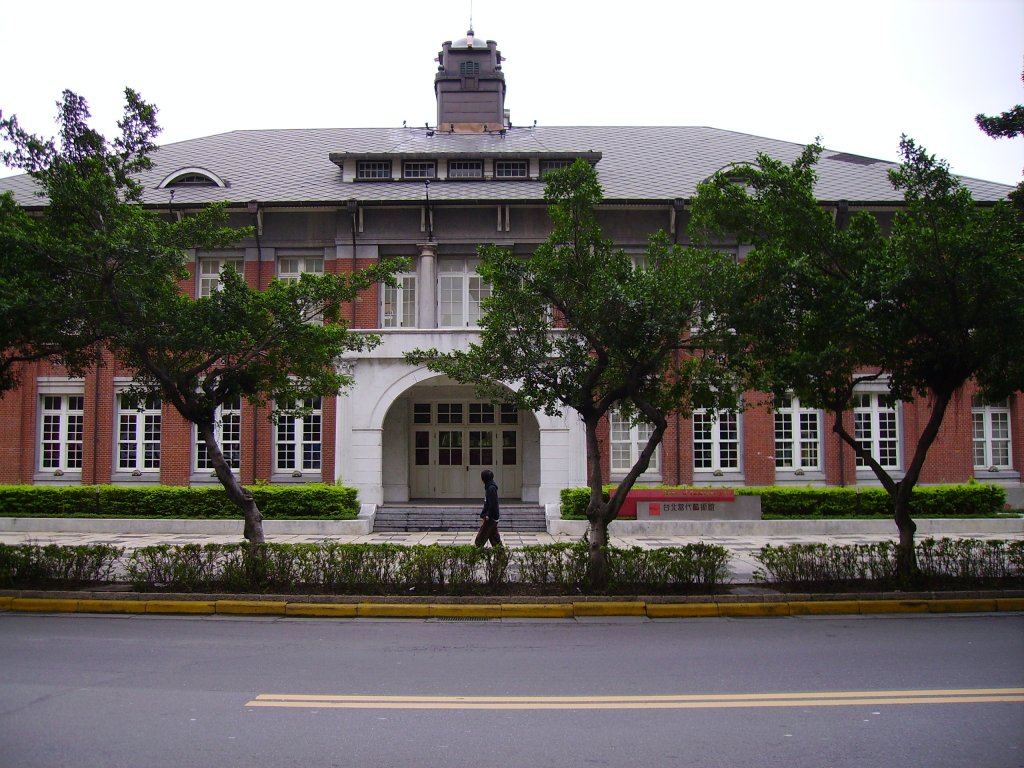
建成小学校（現台北市政府旧庁舎）

小学校（しょうがっこう）は一般には初等教育機関を表す言葉であるが、ここで解説するのは日本統治時代の台湾において1898年より開設された初等教育を実施する学校のことである。
教育政策を積極的に推進した台湾総督府は、台湾の現状を考慮し、日本籍学童に対する義務教育期間として小学校を設置し、内地の尋常小学校と同一課程の教育を実施した。なお台湾籍児童に対しては公学校、原住民児童に対しては蕃童公学校を設置し、初等教育を実施した。戦前台湾における小学校は15校を数え、学童は20,000人以上、日本籍児童の就学率は99.62%に達した。

## 由来
日本による台湾統治が開始された翌年の1896年6月、台湾総督府学務部は日本語教育の普及を目標に「国語伝習所規定」を、同年9月に「国語学校規則」を制定し、台湾各地に14校の国語伝習所を設置した。しかし国語伝習所は日本語普及を目的としたため、総督府は日本籍学童に対して国語伝習所の「小学分教場」または類似機関を設置、科目は日本内地と同一とした。
総督府は国語伝習所の成功を確認すると、1898年8月16日、「台湾公立小学校規則」、「台湾公立小学校官制」、「小学校令」、「台湾公立公学校規則」、「台湾公立公学校官制」、「公学校令」を発布し、日本籍及び台湾籍の全児童に対する、公立学校での初等教育を実施することとなった。
1943年に義務教育は実施されたが、戦局が厳しくなるなか、労務動員、防空演習、空襲そして疎開に追われる教育現場では、通常の学校運営が不可能となった。

## 教育内容
小学校が対象としたのは日本籍および日本語を常用している台湾籍児童であったが、現実にはほとんどが日本籍学童によって占められ、日本籍児童専門の教育機関というのが実情であった。
就学年齢は8歳以上14歳未満とし、修業年限も4年から6年に延長され、さらに2年間の尋常高等小学校が設置された。このほか小学校の教育科目（作文、読書、習字、算術、唱歌、体操）、教員資格や休日は、一部が台湾の現状に合致させた他は内地の尋常小学校と同一と定められた。
台湾における日本人児童が少数であったため、総督府も教育普及に力を入れ、日本籍児童の小学校就学率は95%を超え、台湾籍児童の70%を大きく凌駕していた。

## 沿革
- 1898年8月16日 小学校が設置される
- 1910年2月26日 「小学校規則」が修正され義務教育となる
- 1941年3月 台湾教育令を修正し公学校、小学校、蕃人公学校を統合し国民学校に改編